# Чемпионат мира по сноуборду среди юниоров 2012
Чемпионат мира по сноуборду среди юниоров 2012 года — 15-й чемпионат мира среди юниров до 20 лет, проходивший с 25 по 31 марта 2012 года в испанском городе Сьерра-Невада. Было разыграно 10 комплектов медалей.

## Призёры

### Мужчины
| Дисциплина                     | Дата          | Золото                      | Серебро                     | Бронза                  | Ссылка               |
| Слоупстайл                     | 31 марта 2012 | Марко Григис Италия         | Дарси Шарпе Канада          | Брэндон Дэвис США       | (недоступная ссылка) |
| Хафпайп                        | 27 марта 2012 | Тим-Кевин Равняк Словения   | Дими Де Йонг Нидерланды     | Никита Автанеев Россия  | (недоступная ссылка) |
| Параллельный гигантский слалом | 27 марта 2012 | Валерий Колегов Россия      | Дмитрий Таймулин Россия     | Дмитрий Бойко Россия    | (недоступная ссылка) |
| Сноубордкросс                  | 25 марта 2012 | Алессандро Хеммерле Австрия | Джаррид Хагес Австралия     | Юсси Така Финляндия     | (недоступная ссылка) |
| Параллельный слалом            | 28 марта 2012 | Валерий Колегов Россия      | Кристиан Хапфаувер Германия | Дмитрий Таймулин Россия | (недоступная ссылка) |

### Женщины
| Дисциплина                     | Дата          | Золото                 | Серебро                  | Бронза                 | Ссылки               |
| Слоупстайл                     | 31 марта 2012 | Катаржина Русин Польша | Индиго Монк США          | Целия Петриг Швейцария | (недоступная ссылка) |
| Хафпайп                        | 27 марта 2012 | Ариэль Голд США        | Эмма Бернар Франция      | Люсиль Лефевр Франция  | (недоступная ссылка) |
| Параллельный гигантский слалом | 27 марта 2012 | Джулия Зогг Швейцария  | Стефани Мюллер Швейцария | Эмели Оранже Франция   | (недоступная ссылка) |
| Сноубордкросс                  | 25 марта 2012 | Лорелей Шмитт Франция  | Чарлотте Банкес Франция  | Микела Мойоли Италия   | (недоступная ссылка) |
| Параллельный слалом            | 26 марта 2012 | Джулия Зогг Швейцария  | Стефани Мюллер Швейцария | Чейенне Лох Германия   | (недоступная ссылка) |